# Desert Patrol Vehicle
Il Desert Patrol Vehicle (DPV), è un piccolo veicolo fuoristrada corazzato prodotto dalla Chenowth Racing Products, Inc El Cajon, California.

## Storia
Venne originariamente sviluppato come variante del Fast Attack Vehicle (FAV) usato nel 1980 da parte dell'United States Army's High Technology Light Division (9th Infantry Division). Nel 1991 durante la prima guerra del Golfo venne adoperato  per essere impiegato in missioni di ricognizione in teatri desertici.
Dopo lafine del conflitto venne sostituito dagli Humvee, mentre i DPV vennero assegnati alle forze speciali USA ed infine sostituiti a loro volta dai Light Strike Vehicle.

## Tecnica
È un veicolo veloce e leggero agile su suoli sabbiosi (appunto come dice il nome nel deserto).Ha una potenza di 200CV con un peso di soli 680Kg, un'accelerazione da 0 a 50 Km/h in quattro secondi e una velocità massima di 130 km/h con un serbatoio da 79,5 litri.
L'equipaggiamento base è di una mitragliatrice pesante M2 calibro .50, due mitragliatrici M-60 da 7.62mm e due lanciarazzi anticarro AT4 (in alcuni casi le M-60 o l'M2 sono sostituiti da un lanciagranate Mk 19 da 40mm).